# Liste der Kulturdenkmäler in Reichelsheim (Wetterau)
Die folgende Liste enthält die in der Denkmaltopographie ausgewiesenen Kulturdenkmäler auf dem Gebiet  der  Stadt Reichelsheim (Wetterau), Wetteraukreis, Hessen.
Hinweis: Die Reihenfolge der Denkmäler in dieser Liste orientiert sich zunächst an Stadtteilen und anschließend der Anschrift, alternativ ist sie auch nach der Bezeichnung, der vom Landesamt für Denkmalpflege vergebenen Nummer oder der Bauzeit sortierbar.
Kulturdenkmäler werden fortlaufend im Denkmalverzeichnis des Landes Hessen durch das Landesamt für Denkmalpflege Hessen auf Basis des Hessischen Denkmalschutzgesetzes (HDSchG) geführt. Die Schutzwürdigkeit eines Kulturdenkmals hängt nicht von der Eintragung in das Denkmalverzeichnis des Landes Hessen oder der Veröffentlichung in der Denkmaltopographie ab.

## Beienheim

### Abgegangene Kulturdenkmäler
Beienheim
| Bild            | Bezeichnung | Lage                                           | Beschreibung | Bauzeit | Objekt-Nr. |
| --------------- | ----------- | ---------------------------------------------- | ------------ | ------- | ---------- |
| Bild gesucht BW |             | Berliner Straße 42 LageFlur: 1, Flurstück: 128 |              |         |            |

## Blofeld
| Bild            | Bezeichnung              | Lage                                                     | Beschreibung | Bauzeit | Objekt-Nr. |
| --------------- | ------------------------ | -------------------------------------------------------- | ------------ | ------- | ---------- |
| Bild gesucht BW | Ehem. Schul- und Rathaus | Friedberger Straße 11 LageFlur: 1, Flurstück: 82/2       |              |         | 6602 DDB   |
| Bild gesucht BW | Gesamtanlage Blofeld     | Lage                                                     |              |         | 6600 DDB   |
| Bild gesucht BW | Ev. Pfarrkirche          | Kirchstraße 4 LageFlur: 1, Flurstück: 159/1              |              |         | 6604 DDB   |
| Bild gesucht BW |                          | Niddaer Straße 1 LageFlur: 1, Flurstück: 152/1           |              |         | 6606 DDB   |
| Bild gesucht BW |                          | Niddaer Straße 4 LageFlur: 1, Flurstück: 98/2            |              |         | 6608 DDB   |
| Bild gesucht BW | Ehemals adliges Hofgut   | Niddaer Straße 5-7 LageFlur: 1, Flurstück: 150/1 und 149 |              |         | 6610 DDB   |
| Bild gesucht BW |                          | Niddaer Straße 8 LageFlur: 1, Flurstück: 101/1           |              |         | 6614 DDB   |
| Bild gesucht BW |                          | Niddaer Straße 9 LageFlur: 1, Flurstück: 146/2           |              |         | 6616 DDB   |
| Bild gesucht BW |                          | Niddaer Straße 10 LageFlur: 1, Flurstück: 103/2          |              |         | 6618 DDB   |
| Bild gesucht BW |                          | Niddaer Straße 13 LageFlur: 1, Flurstück: 143/1          |              |         | 6620 DDB   |
| Bild gesucht BW |                          | Niddaer Straße 17 LageFlur: 1, Flurstück: 137/1          |              |         | 6622 DDB   |
| Bild gesucht BW |                          | Niddaer Straße 19 LageFlur: 1, Flurstück: 136/1          |              |         | 6624 DDB   |
| Bild gesucht BW |                          | Niddaer Straße 21 LageFlur: 1, Flurstück: 133            |              |         | 6626 DDB   |
| Bild gesucht BW |                          | Niddaer Straße 23 LageFlur: 1, Flurstück: 130/2          |              |         | 6628 DDB   |
| Bild gesucht BW |                          | Niddaer Straße 25 LageFlur: 1, Flurstück: 129/4          |              |         | 6630 DDB   |
| Bild gesucht BW | Brunnen                  | Niddaer Straße o. Nr. LageFlur: 1, Flurstück: 126/2      |              |         | 6612 DDB   |

## Dorn-Assenheim
| Bild            | Bezeichnung                           | Lage                                                | Beschreibung                                                                | Bauzeit | Objekt-Nr. |
| --------------- | ------------------------------------- | --------------------------------------------------- | --------------------------------------------------------------------------- | ------- | ---------- |
| Bild gesucht BW | Gesamtanlage Dorn-Assenheim           | Lage                                                |                                                                             |         | 6635 DDB   |
| Bild gesucht BW | Gedenkstätte                          | Friedhof LageFlur: 1, Flurstück: 324/1              | Friedhofskapelle                                                            |         | 6637 DDB   |
| weitere Bilder  | Kath. Pfarrkirche St. Maria Magdalena | Kirchplatz 2 LageFlur: 1, Flurstück: 332 und 323/1  | Die 1726 geweihte Pfarrkirche steht unter dem Patronat von Maria Magdalena. | 1714    | 6639 DDB   |
| Bild gesucht BW | Gedenkstätte                          | Kirchplatz o. Nr. LageFlur: 1, Flurstück: 332       | Ehrenmal                                                                    |         | 6641 DDB   |
| Bild gesucht BW |                                       | Untergasse 15 LageFlur: 1, Flurstück: 249/2         |                                                                             |         | 6643 DDB   |
| Bild gesucht BW |                                       | Wetteraustraße 11 LageFlur: 1, Flurstück: 225/1     |                                                                             |         | 6645 DDB   |
| Bild gesucht BW |                                       | Wetteraustraße 12 LageFlur: 1, Flurstück: 309/2     |                                                                             |         | 6649 DDB   |
| Bild gesucht BW |                                       | Wetteraustraße 17 LageFlur: 1, Flurstück: 236/1     |                                                                             |         | 6651 DDB   |
| Bild gesucht BW | Brunnen                               | Wetteraustraße o. Nr. LageFlur: 1, Flurstück: 378/1 |                                                                             |         | 6653 DDB   |
| Bild gesucht BW | Gedenkstätte                          | Wetteraustraße o. Nr. LageFlur: 1, Flurstück: 378/3 | Ehrenmal 1870/71                                                            |         | 6647 DDB   |

## Heuchelheim
| Bild            | Bezeichnung                      | Lage                                         | Beschreibung | Bauzeit | Objekt-Nr. |
| --------------- | -------------------------------- | -------------------------------------------- | ------------ | ------- | ---------- |
| Bild gesucht BW | Gesamtanlage Heuchelheim         | Lage                                         |              |         | 6656 DDB   |
| Bild gesucht BW |                                  | Hauptstraße 10 LageFlur: 1, Flurstück: 62/1  |              |         | 6658 DDB   |
| Bild gesucht BW |                                  | Im Kirchgrund 3 LageFlur: 1, Flurstück: 20   |              |         | 6660 DDB   |
| weitere Bilder  | Ev. Pfarrkirche, ehem. St. Maria | Im Kirchgrund 6 LageFlur: 1, Flurstück: 27/1 |              |         | 6662 DDB   |

## Reichelsheim
| Bild            | Bezeichnung                                                                                  | Lage                                                    | Beschreibung         | Bauzeit | Objekt-Nr. |
| --------------- | -------------------------------------------------------------------------------------------- | ------------------------------------------------------- | -------------------- | ------- | ---------- |
| Bild gesucht BW | Gesamtanlage Reichelsheim                                                                    | Lage                                                    |                      |         | 6513 DDB   |
| Bild gesucht BW | Ortsbefestigung                                                                              | Ortsbefestigung Lage                                    |                      |         | 6517 DDB   |
| Bild gesucht BW | Bahnhof Reichelsheim                                                                         | Bahnstraße 21 LageFlur: 1, Flurstück: 672/15            |                      |         | 6519 DDB   |
| weitere Bilder  | Rathaus und Denkmal für die Opfer des Deutsch-Französischen Krieges 1870/71 aus Reichelsheim | Bingenheimer Straße 1 LageFlur: 1, Flurstück: 27, 691/1 | Seit 2014 Leerstand. |         | 6521 DDB   |
| Bild gesucht BW |                                                                                              | Bingenheimer Straße 3 LageFlur: 1, Flurstück: 43/1      |                      |         | 6523 DDB   |
| Bild gesucht BW |                                                                                              | Bingenheimer Straße 13 LageFlur: 1, Flurstück: 61/1     |                      |         | 6525 DDB   |
| Bild gesucht BW |                                                                                              | Bingenheimer Straße 22 LageFlur: 1, Flurstück: 386/1    |                      |         | 6527 DDB   |
|                 |                                                                                              | Bingenheimer Straße 23 LageFlur: 1, Flurstück: 240      |                      |         | 6529 DDB   |
| Bild gesucht BW |                                                                                              | Bingenheimer Straße 25 LageFlur: 1, Flurstück: 244/1    |                      |         | 6531 DDB   |
| Bild gesucht BW |                                                                                              | Bingenheimer Straße 26 LageFlur: 1, Flurstück: 316/1    |                      |         | 6533 DDB   |
| Bild gesucht BW |                                                                                              | Fachwerkstraße 2 LageFlur: 1, Flurstück: 93/2           |                      |         | 6535 DDB   |
| Bild gesucht BW | Ev. Pfarrkirche, ehemals St. Laurentius                                                      | Florstädter Straße 2-4 LageFlur: 1, Flurstück: 1 und 2  |                      |         | 6537 DDB   |
| Bild gesucht BW |                                                                                              | Florstädter Straße 5a LageFlur: 1, Flurstück: 148/2     |                      |         | 6539 DDB   |
| Bild gesucht BW |                                                                                              | Florstädter Straße 7 LageFlur: 1, Flurstück: 150/1      |                      |         | 6541 DDB   |
| Bild gesucht BW | Spritzenhaus                                                                                 | Florstädter Straße 16 LageFlur: 1, Flurstück: 176/3     |                      |         | 6543 DDB   |
| Bild gesucht BW |                                                                                              | Kirchgasse 2 LageFlur: 1, Flurstück: 144                |                      |         | 6545 DDB   |
| weitere Bilder  |                                                                                              | Neugasse 2 LageFlur: 1, Flurstück: 14                   |                      |         | 6548 DDB   |
| Bild gesucht BW |                                                                                              | Neugasse 5 LageFlur: 1, Flurstück: 179                  |                      |         | 6550 DDB   |
| Bild gesucht BW | Ortsbefestigung                                                                              | Neugasse 11 LageFlur: 1, Flurstück: 186/2               |                      |         | 6551 DDB   |
| Bild gesucht BW |                                                                                              | Neugasse 13a LageFlur: 1, Flurstück: 190                |                      |         | 6553 DDB   |
| Bild gesucht BW | Ortsbefestigung                                                                              | Neugasse 15 A LageFlur: 1, Flurstück: 194               | Wehrturm             |         | 6554 DDB   |
| Bild gesucht BW | Horloff-Brücke                                                                               | Neugasse o. Nr. LageFlur: 1, Flurstück: 709/3           |                      |         | 6556 DDB   |
| Bild gesucht BW |                                                                                              | Obere Haingasse 1 LageFlur: 1, Flurstück: 387/2         |                      |         | 6558 DDB   |
| Bild gesucht BW |                                                                                              | Römerberg 1 LageFlur: 1, Flurstück: 7/1                 |                      |         | 6560 DDB   |
| Bild gesucht BW |                                                                                              | Römerberg 2 LageFlur: 1, Flurstück: 42                  |                      |         | 6562 DDB   |
| Bild gesucht BW |                                                                                              | Römerberg 4 LageFlur: 1, Flurstück: 28/1                |                      |         | 6564 DDB   |
| Bild gesucht BW |                                                                                              | Römerberg 5 LageFlur: 1, Flurstück: 25/1                |                      |         | 6566 DDB   |
| Bild gesucht BW |                                                                                              | Schweizer Gasse 3 LageFlur: 1, Flurstück: 99/1          |                      |         | 6568 DDB   |
| Bild gesucht BW |                                                                                              | Schweizer Gasse 6 LageFlur: 1, Flurstück: 112           |                      |         | 6570 DDB   |
| Bild gesucht BW |                                                                                              | Turmgasse 2 LageFlur: 1, Flurstück: 239                 |                      |         | 6572 DDB   |
| Bild gesucht BW | Ortsbefestigung                                                                              | Turmgasse 14 LageFlur: 1, Flurstück: 228                |                      |         | 6573 DDB   |
| Bild gesucht BW |                                                                                              | Untere Haingasse 3 LageFlur: 1, Flurstück: 166/1        |                      |         | 6575 DDB   |
| Bild gesucht BW | Ortsbefestigung                                                                              | Untere Haingasse 22 LageFlur: 1, Flurstück: 422         |                      |         | 6576 DDB   |

## Weckesheim
| Bild            | Bezeichnung             | Lage                                               | Beschreibung | Bauzeit | Objekt-Nr. |
| --------------- | ----------------------- | -------------------------------------------------- | ------------ | ------- | ---------- |
| Bild gesucht BW | Gesamtanlage Weckesheim | Lage                                               |              |         | 6666 DDB   |
| Bild gesucht BW |                         | Borngasse 1 LageFlur: 1, Flurstück: 36/1           |              |         | 6668 DDB   |
| Bild gesucht BW |                         | Mittelgasse 7 LageFlur: 1, Flurstück: 93           |              |         | 6670 DDB   |
| Bild gesucht BW | Bahnhof                 | Reichelsheimer Straße LageFlur: 4, Flurstück: 99/4 |              |         | 6672 DDB   |
| Bild gesucht BW |                         | Sommerbachstraße 1 LageFlur: 1, Flurstück: 132/1   |              |         | 6674 DDB   |
| Bild gesucht BW | Brunnen                 | Sommerbachstraße 3 LageFlur: 1, Flurstück: 383/3   |              |         | 6676 DDB   |
| Bild gesucht BW | Ev. Kirche              | Sommerbachstraße 5 LageFlur: 1, Flurstück: 127/2   |              |         | 6678 DDB   |
| Bild gesucht BW |                         | Sommerbachstraße 8 LageFlur: 1, Flurstück: 81/1    |              |         | 6680 DDB   |